# Зенитная артиллерийская дивизия РГК
Зенитная артиллерийская дивизия Резерва Главного Командования (зенад РГК) — тактическое формирование (соединение, дивизия) войск противовоздушной обороны (ВПВО) Резерва Главного Командования, состоящее из управления (штаба), частей и подразделений вооружённых сил государства.
В литературе также встречаются наименования данного типа соединения зенитной артиллерии (ЗА) как зенитная артиллерийская дивизия, зенитно-артиллерийская дивизия Резерва Главного Командования, зенитно-артиллерийская дивизия РВГК, зенитная артиллерийская дивизия РВГК, с указанными войсковыми номерами (№), почётными званиями, почётными наименованиями и награждёнными орденами, например 8-я Киевская зенитная артиллерийская дивизия, 3-я гвардейская Речицко-Бранденбургская Краснознамённая орденов Суворова и Кутузова зенитная артиллерийская дивизия.

## История
В составе артиллерии Резерва Главного Командования (АРГК) в предвоенный период предполагалось иметь части и соединения наземной и зенитной артиллерии. Возможности оборонной промышленности Союза ССР были не достаточны и крупных соединения ЗА РГК не были сформированы.
Приказом Народного комиссара обороны СССР № 00226, от 31 октября 1942 года, в целях создания больших маневренных артрезервов Ставки, необходимых для усиления артиллерией ударных группировок фронтов и армий предписывалось сформировать и иметь в распоряжении Ставки Верховного Главнокомандования 18 зенитных дивизий РГК. Формирование артиллерийских дивизий РГК производилось: 1-я, 2-я, 3-я, 4-я, 5-я, 6-я, 7-я, 8-я, 9-я, 10-я, 11-я, 12-я и 13-я зенитные дивизии РГК при учебном артиллерийском центре войсковой зенитной артиллерии; 14-я и 17-я зенитные дивизии РГК на Западном фронте; 16-я зенитная дивизия РГК на Брянском фронте; 15-я и 18-я зенитные дивизии РГК на Донском фронте.
Зенитно-артиллерийские дивизии формировались в составе 4-х зенитных артиллерийских полков общей численностью 1 345 человек, с февраля 1943 года дивизии перешли на новый штат, согласно которому состояли из полка СЗА и трех полков МЗА.
В 1942 году были созданы — 26, в 1943 году — 35 и в 1944 году — одна, всего 62 зенитные артиллерийские дивизии РГК, пять из них были преобразованы в гвардейские которые входили в состав общевойсковых и танковых армий.
В 1944 году в общевойсковых армиях были введены штатные зенитно-артиллерийские дивизии.

## Назначение
Зенитная артиллерийская дивизия РГК предназначена для противовоздушной обороны общевойсковых (танковых) армий, резервов и важных объектов фронтового тыла и решения боевых задач во взаимодействии с соединениями других родов Войск ПВО.

## Состав
Зенитная артиллерийская дивизия РГК имела в своем составе:
- управление;
- четыре зенитных артиллерийских полка зенитной артиллерии;
- части и подразделения обеспечения и обслуживания.

При этом каждый полк имел 12 единиц 37-мм зенитных пушек и 20 единиц зенитных пулемётов.
Благодаря успехам оборонной промышленности Союза ССР, с февраля 1943 года, были утверждены новые штаты и зенитная артиллерийская дивизия уже имела в своем составе:
- управление;
- один зенитный артиллерийский полк зенитной артиллерии среднего калибра (СЗА);
- три зенитных артиллерийских полка зенитной артиллерии малого калибра (МЗА),
- части и подразделения обеспечения и обслуживания.

Полк СЗА имел в своем составе 16 единиц зенитных пушек калибра 85-мм, а каждый полк МЗА имел в составе по 16 единиц зенитных пушек 37-мм и 16 единиц крупнокалиберных зенитных пулемётов.

## Выполнение задач
Свои задачи зенитная артиллерийская дивизия РГК выполняла в районе боевых действий общевойсковой (танковой) армии или в назначенной зоне охраняемого объекта.

## Формирования
В РККА ВС Союза ССР были следующие формирования:
- 2-я гвардейская зенитная артиллерийская дивизия;
- 3-я гвардейская зенитная артиллерийская дивизия;
- 4-я гвардейская зенитная артиллерийская дивизия;
- 5-я гвардейская зенитная артиллерийская дивизия;
- 6-я гвардейская зенитная артиллерийская дивизия;
- 1-я зенитная артиллерийская дивизия РГК;
- 2-я зенитная артиллерийская дивизия РГК;
- 3-я зенитная артиллерийская дивизия РГК;
- 4-я зенитная артиллерийская дивизия РГК;
- 5-я зенитная артиллерийская дивизия РГК;
- 6-я зенитная артиллерийская дивизия РГК;
- 7-я зенитная артиллерийская дивизия РГК;
- 8-я зенитная артиллерийская дивизия РГК;
- 9-я зенитная артиллерийская дивизия РГК;
- 10-я зенитная артиллерийская дивизия РГК;
- 11-я зенитная артиллерийская дивизия РГК;
- 12-я зенитная артиллерийская дивизия РГК;
- 13-я зенитная артиллерийская дивизия РГК;
- 14-я зенитная артиллерийская дивизия РГК;
- 15-я зенитная артиллерийская дивизия РГК;
- 16-я зенитная артиллерийская дивизия РГК;
- 17-я зенитная артиллерийская дивизия РГК;
- 18-я зенитная артиллерийская дивизия РГК;
- 19-я зенитная артиллерийская дивизия РГК;
- 20-я зенитная артиллерийская дивизия РГК;
- 21-я зенитная артиллерийская дивизия РГК;
- 22-я зенитная артиллерийская дивизия РГК;
- 23-я зенитная артиллерийская дивизия РГК;
- 24-я зенитная артиллерийская дивизия РГК;
- 25-я зенитная артиллерийская дивизия РГК;
- 26-я зенитная артиллерийская дивизия РГК;
- 27-я зенитная артиллерийская дивизия РГК;
- 28-я зенитная артиллерийская дивизия РГК;
- 29-я зенитная артиллерийская дивизия РГК;
- 30-я зенитная артиллерийская дивизия РГК;
- 31-я зенитная артиллерийская дивизия РГК;
- 32-я зенитная артиллерийская дивизия РГК;
- 33-я зенитная артиллерийская дивизия РГК;
- 34-я зенитная артиллерийская дивизия РГК;
- 35-я зенитная артиллерийская дивизия РГК;
- 36-я зенитная артиллерийская дивизия РГК;
- 37-я зенитная артиллерийская дивизия РГК;
- 38-я зенитная артиллерийская дивизия РГК;
- 39-я зенитная артиллерийская дивизия РГК;
- 40-я зенитная артиллерийская дивизия РГК;
- 41-я зенитная артиллерийская дивизия РГК;
- 42-я зенитная артиллерийская дивизия РГК;
- 43-я зенитная артиллерийская дивизия РГК;
- 44-я зенитная артиллерийская дивизия РГК;
- 45-я зенитная артиллерийская дивизия РГК;
- 46-я зенитная артиллерийская дивизия РГК I ф;
- 46-я зенитная артиллерийская дивизия РГК II ф;
- 47-я зенитная артиллерийская дивизия РГК;
- 48-я зенитная артиллерийская дивизия РГК;
- 49-я зенитная артиллерийская дивизия РГК;
- 64-я зенитная артиллерийская дивизия РГК;
- 65-я зенитная артиллерийская дивизия РГК;
- 66-я зенитная артиллерийская дивизия РГК;
- 67-я зенитная артиллерийская дивизия РГК;
- 68-я зенитная артиллерийская дивизия РГК;
- 69-я зенитная артиллерийская дивизия РГК;
- 70-я зенитная артиллерийская дивизия РГК;
- 71-я зенитная артиллерийская дивизия РГК;
- 72-я зенитная артиллерийская дивизия РГК;
- 73-я зенитная артиллерийская дивизия РГК;
- 74-я зенитная артиллерийская дивизия РГК;
- 76-я зенитная артиллерийская дивизия РГК,